# أولاد بوجمعة (المشرع)
أولاد بوجمعة هو دُوَّار يقع بجماعة مشرع بن عبو، إقليم سطات، جهة الدار البيضاء سطات في المملكة المغربية. ينتمي الدوّار لمشيخة المشرع التي تضم 13 دوار. يقدر عدد سكانه بـ 233 نسمة حسب الإحصاء الرسمي للسكان والسكنى لسنة 2004.

## روابط خارجية
- البوابة الوطنية للجماعات الترابية
- المندوبية السامية للتخطيط